# ماجليانو نوفو
ماجليانو نوفو (بالإيطالية: Magliano Nuovo)‏ هي قرية صغيرة (فراتسيوني) تابعة لبلدية ماجليانو فيتري، في مقاطعة ساليرنو بمنطقة كمبانية، جنوب إيطاليا. منذ عام 2011 وصل عدد سكانها إلي 334.